# Baltimore Ravens
A Baltimore Ravens amerikaifutball-csapat az Amerikai Egyesült Államokban, a marylandi Baltimore-ban, amely az NFL AFC konferenciájának északi csoportjában játszik.

## Története
Baltimore-ban már évtizedek óta működött a Baltimore Colts nevű futballcsapat, ám azt a tulajdonosa 1984-ben Indianapolisba költöztette, mert a város nem járult hozzá új stadion építéséhez, vagy a régi felújításához. 1995-ben azonban a Cleveland Browns került hasonló helyzetbe, és a sértett Art Modell tulajdonos Baltimore-ba költöztette a klubot. Az új nevet a Baltimore Sun című lap által szervezett telefonon lefolytatott szavazás alapján választották ki: a 33 288 leadott szavazatból 21 108 a Ravens-t választotta, amely Edgar Allan Poe A holló című versére utal. A szurkolók lelkesek voltak, két hét alatt ötvenezer bérlet kelt el.
A csapat első edzőjének a Baltimore Coltsnál korábban már több évet eltöltött Ted Marchibrodát szerződtették. Bemutatkozó alapszakasz-béli mérkőzésük 1996. szeptember 1-jén volt a Memorial stadionban, ami rögtön nézőcsúcsot döntött: 64 124 néző még sohasem jelent meg Baltimore-ban sporteseményen. Ráadásul a csapat győzni is tudott, az Oakland Raiders elleni mérkőzést 19–14-re megnyerték. Az ezt követő sorozat már nem volt ennyire eredményes, mert csak három további mérkőzést nyertek (New Orleans Saints, St. Louis Rams, Pittsburgh Steelers), a szezonbeli mutatójuk 4–12-es volt. A következő két szezon sem volt sikeresebb (6–9–1, 6–10), így Marchibroda a védelem megerősítésére helyezte a hangsúlyt. Ennek köszönhetően – immár Brian Billick vezetőedzővel – 1999-ben már 8–8-as mutatót hoztak, így következhetett a támadó állomány erősítése: a drafton (játékosbörzén) hat új játékost szereztek meg, például Jamal Lewis futót és Travis Taylor elkapót, a szabadügynökök (szabadon igazolható profik) közül pedig Trent Dilfert irányítót igazolták le.
A 2000-es év igazolta az edzői elképzeléseket, és az első mérkőzést simán nyerték. Ezután a Miami megállította őket, de ezután ismét három meccset nyertek. A hetedik fordulótól egy nagyon rossz sorozat következett, három mérkőzést vesztettek egymás után (Washington Redskins, Tennessee Titans, Pittsburgh Steelers). A tizedik fordulótól azonban már nem volt megállás, mindent nyertek (12–4), és bejutottak a rájátszásba. Ott is nyerték mindkét meccsüket (San Diego Chargers, Arizona Cardinals), AFC-bajnokok lettek, és fennállásuk óta először bejutottak a Super Bowlba. A 2001. január 28-án, a Raymond James stadionban (Tampa) lejátszott 35. nagydöntőben fölényes biztonsággal, 34–7-re verték a New York Giants csapatát. A mérkőzés legjobbjának (MVP) a védő Ray Lewist választották, Jamal Lewis 102 yardot és egy touchdownt futott, Jermaine Lewis 84 yardos kickoff touchdownt ért el.
A sikeres év után meglepetésre az edző megvált Trent Dilfertől, és helyére Elvis Grbac irányítót igazolták. A következő szezonokban hullámvasút-szerűen szerepelt a csapat. A 2001-es alapszakaszt 10–6-tal zárták, ismét bejutottak a playoffba, ahol a wildcard meccsen 20–3-ra verték a Miami Dolphins csapatát, de a második mérkőzésen vesztettek a Pittsburgh Steelers ellen (27–10). 2002-ben 7–9-et értek el, 2003-ban 10–6-ot, a rájátszásban vereséget szenvedtek a Tennessee Titanstől. 2004-ben változás volt a tulajdonosi körben: Modell helyét Stephen Bisciotti vette át. 2004: 9–7, 2005: 6–10, 2006: 9–7 (a rájátszás első meccsén kikaptak a Indianapolis Coltstól), 2007: 5–11.
A következő, 2008-as szezonnak új vezetőedzővel és új quarterbackkel indultak neki: Billick helyett John Harbaugh lett az edző, az új irányító pedig Joe Flacco lett. Vezetésükkel 11–5-ös mutatóval ismét bejutottak a rájátszásba, ahol 27–9-re verték a Miami Dolphinst, 13–10-re Tennessee Titanst, de a konferenciadöntőben kikaptak a Pittsburgh Steelerstől (14–23), így nem jutottak be a nagydöntőbe. A 2009-es év 9–7-et hozott, és csoportmásodikként bejutottak a rájátszásba. Az első mérkőzést biztosan nyerték a New England Patriots ellen (33–14), de a második meccset nagyon elvesztették az Indianapolis Coltsszal szemben (3–20). A 2010-es futballszezonban hasonlóan szerepeltek, 12–4-es mutatóval zártak, ami ismét csak a csoport második helyét jelentette. A rájátszásban megverték a Kansas City Chiefs együttesét, a második meccsen azonban jobb volt a Pittsburgh Steelers (24–31). 2011-ben ismét a 12–4-es mutatót hozták, amivel azonban akkor a csoport élén végeztek. A rájátszás első mérkőzésén 20–13-ra verték a Houston Texanst, de a második mérkőzésen szoros meccsen (20–23) kikaptak a New England Patriotstól.